# System 1
System 1 a fost lansat la 1 ianuarie 1984, Apple a jucat un rol esențial în punerea în aplicare a interfaței grafice cu utilizatorul (GUI).  A inclus accesoriile de birou Calculator, Ceas cu alarmă, Puzzle, Key Caps în Panoul de control, Notepad și Scrapbook au fost acolo la fel ca astăzi sub meniul Apple. 